# Dominic Mohan
Dominic Mohan (* 26. Mai 1969 in Bristol) ist ein britischer Journalist und war von 2009 bis 2013 Chefredakteur der britischen Boulevardzeitung The Sun. Er war Nachfolger von Rebekah Brooks und wurde seinerseits von David Dinsmore abgelöst.